# 9336 Altenburg
9336 Altenburg este un asteroid din centura principală de asteroizi.

## Descriere
9336 Altenburg este un asteroid din centura principală de asteroizi. A fost descoperit pe 15 ianuarie 1991 la Tautenburg de Freimut Börngen. El prezintă o orbită caracterizată de o semiaxă mare de 2,24 ua, o excentricitate de 0,10 și o înclinație de 0,7° în raport cu ecliptica.